# Mariscal Francisco Solano López
Mariscal Francisco Solano López é uma cidade do Paraguai, Departamento Caaguazú. Possui 7.330 habitantes.

## Transporte
O município de Doctor Mariscal Francisco Solano López é servido pela seguinte rodovia:
- Caminho de terra ligando a cidade ao município de Nueva Toledo[1][2][3]